# Anca Grigoraș
Anca Gabriela Grigoraș (n. 8 noiembrie 1957, Comănești, România) este o gimnastă română de talie mondială, actualmente retrasă din activitatea competițională, laureată cu argint olimpic la Jocurile Olimpice de la Montreal, din anul 1976.

## Distincții
- Ordinul „Meritul Sportiv” clasa a II-a (18 august 1976) „pentru rezultatele deosebite obținute la Jocurile olimpice de vară de la Montreal – 1976, precum și pentru contribuția adusă la dezvoltarea activității sportive și la creșterea prestigiului sportului românesc pe plan internațional”[1]